# Jorgito Vargas junior
Jorgito Vargas Jr. (* 29. September 1977 in Vancouver, British Columbia) ist ein kanadischer Schauspieler.

## Leben
Schon als Kind spielte er in Serien wie MacGyver, 21 Jump Street – Tatort Klassenzimmer und Booker mit. Besser bekannt ist er als Auggie aus der Fernsehserie Higher Ground. Jorges spielte die zweite Hauptrolle in der NBC Serie Sli 8. Er spielte auch im Film Excess Baggage mit Alicia Silverstone und Benicio del Toro mit. Zudem hatte er Gastauftritte in zahlreichen Serien, wie zum Beispiel in Dark Angel, Odyssey 5, Millennium, Viper, Poltergeist – Die unheimliche Macht, Stargate – Kommando SG-1 sowie in Smallville.
Zudem spielte Jorge 2003 in der Serie Power Rangers den Jungen Blake Bradley Alias Navy Thunder Ranger. Im Jahr 2005 spielte er in dem Weltuntergangsepos The Day After Tomorrow mit.

## Filmografie (Auswahl)
- 1992–1994: Northwood (Fernsehserie, 9 Episoden)
- 1997: Ärger im Gepäck (Excess Baggage)
- 2000: Higher Ground (Fernsehserie, 22 Episoden)
- 2005: After Tomorrow
- 2008: El caníbal de la Guerrero
- 2010: Eine total verrückte Bescherung (Battle of the Bulbs, Fernsehfilm)
- 2015: Der Sturm – Life on the Line (Life on the Line)
- 2017–2018: Beyond (Fernsehserie, 6 Episoden)